# Tagelied
Das Tagelied, in den romanischen Sprachen nach der „Weiße“ des Morgengrauens benannt (okzitanisch Alba, altfranzösisch Aube), ist eine höfische Liedgattung der mittelalterlichen Lyrik. Sie ist in erster Linie inhaltlich definiert, wobei sie die Situation des geheimen Beisammenseins und des Abschieds zweier Liebender beim Tagesanbruch nach einer gemeinsam verbrachten Liebesnacht thematisiert.
Gemeinsam mit der Pastourelle, die das Zusammentreffen eines Ritters mit einer Schäferin niederen Standes schildert, ist das Tagelied ein Sonderfall in der höfischen Dichtung, insofern es nicht die entsagende, auf Aufschub und ethische Verfeinerung gerichtete Hohe Minne besingt, sondern die körperliche Vereinigung zulässt und sogar in den Mittelpunkt stellt. Dabei  behandelt das Tagelied – im Unterschied zur Pastourelle – sein Thema nicht in derber und ironischer Weise, sondern bringt das Glück der Vereinigung und den Schmerz über die bevorstehende Trennung zum Ausdruck.

## Entstehung und Motive
Das Tagelied wurde von den okzitanischen Trobadors und nordfranzösischen Trouvères als Gattung ausgebildet und von den mittelhochdeutschen Minnesängern übernommen und weiterentwickelt, wobei jeweils auch Elemente älteren volkstümlichen Liedgutes und Anknüpfungen an mittellateinische Dichtung zum Tragen kommen konnten. Das Tagelied verbindet erzählende mit monologischen und szenischen Elementen, vergegenwärtigt den Tagesanbruch durch charakteristische Motive wie das Morgenlicht, den beginnenden Gesang der Vögel und den warnenden Ruf der Wächter. Es verbindet den Ausdruck von Liebesglück und Trennungsschmerz mit der Klage über Neider und den eifersüchtigen Ehemann, die als Repräsentanten einer feindlichen Gesellschaft die Trennung der Liebenden erzwingen. Dass eine solche Trennung droht, wird von den Figuren der Lieder jeweils befürchtet, betrauert, zuweilen gar trotzig ignoriert, der Vollzug einer solchen Trennung wird jedoch nahezu nie erzählt: Die Lieder enden jeweils, bevor es zur Trennung kommt (siehe unten). Obwohl auch volkstümliche Elemente wie Refrain und Wächterruf aufgenommen werden und keine Bindung an ein festgelegtes formales Bauprinzip vorliegt, wird das Tagelied in der Regel mit formal anspruchsvoller Reim- und Strophentechnik durchgeführt.
Ein lateinisch-okzitanisches Tagelied ist mit der zweisprachigen Alba von Fleury-sur-Loire aus dem Jahr 1000 überliefert.
In der mittelhochdeutschen Dichtung wird das mutmaßlich älteste überlieferte Tagelied Slâfest du, friedel ziere? Dietmar von Aist zugeschrieben. Weitere wichtige Vertreter waren u. a. Heinrich von Morungen, Wolfram von Eschenbach, Walther von der Vogelweide und später Oswald von Wolkenstein.
Der Abschied Romeos von Julia bei William Shakespeares Romeo und Julia sowie der zweite Akt von Richard Wagners Oper Tristan und Isolde sind dramatisierte Formen des Tagelieds.
In der Literatur der Romantik, die sich ja viel mit dem Mittelalter auseinandersetzte, finden sich ebenfalls Tagelieder, z. B. Morgentau von Adelbert von Chamisso.
Bekannte Tagelieder der Moderne sind Tagelied von Rainer Maria Rilke, Entdeckung an einer jungen Frau von Bertolt Brecht, Tagelied von Peter Rühmkorf sowie Alba von Ezra Pound, an letzteres angelehnt ist Alba von Ralph Dutli von 2024. Ein dystopisches Tagelied schrieb der Salzburger Autor Wolfgang Kauer unter dem Titel „Es tagt“.
Neuere literaturwissenschaftliche Forschung hat zudem auf die poetologische Metaphorik der Tagelieder hingewiesen, die ein wesentliches Element der Gattung Tagelied und ihrer neuzeitlichen Adaptionen ist. Die meisten Tagelieder handeln auf komplexe Weise nicht nur vom Wecken und der bevorstehenden Trennung eines heimlichen Liebespaares, sondern zugleich auch – metaphorisch gesprochen – vom singenden ‚Wecken‘ des Liedes selbst, das kaum gesungen, wieder verstummen muss resp. wieder ‚einschläft‘. Für eine solche Metaphorik spricht u. a. der ästhetisch und poetologisch eingesetzte Zeitpunkt des Liedendes, das in nahezu allen Tageliedern mit dem Ende der erzählten Morgendämmerung zusammenfällt. Der Zeitpunkt des Liedendes birgt in den Tageliedern dabei immer auch eine tröstliche Komponente: Da es in der erzählten Welt des Tageliedes nie helllichter Tag wird, kommt es letztlich auch nie zur Trennung des Liebespaares, denn zusammen mit dem Lied ‚schlafen‘ auch die darin besungenen und singenden Figuren wieder ein – bis das Lied erneut gesungen resp. 'geweckt' wird.

### Primärtexte
- Ernst Scheunemann (Hrsg.): Texte zur Geschichte des deutschen Tageliedes (= Altdeutsche Übungstexte. 6, ZDB-ID 531189-5). Ergänzt und herausgegeben von Friedrich Ranke. Francke, Bern 1947.
- Sabine Freund (Hrsg.): Deutsche Tagelieder. Von den Anfängen der Überlieferung bis zum 15. Jahrhundert (= Germanische Bibliothek. Neue Folge. Reihe 7: Quellen zur deutschen Sprach- und Literaturgeschichte. 2). Nach dem Plan Hugo Stopps herausgegeben. Heidelberg 1983, ISBN 3-533-03467-4.
- Renate Hausner (Hrsg.): Owe do tagte ez. Tagelieder und motivverwandte Texte des Mittelalters und der frühen Neuzeit (= Göppinger Arbeiten zur Germanistik. 204). Band 1. Kümmerle, Göppingen 1983, ISBN 3-87452-349-7.
- Martina Backes: Tagelieder des deutschen Mittelalters (= Reclams Universal-Bibliothek. 8831). Mittelhochdeutsch / Neuhochdeutsch. Ausgewählt, übersetzt und kommentiert. Reclam, Stuttgart 1992, ISBN 3-15-008831-3 (Rezension von Lambertus Okken in Mediävistik. Band 7, 1994, S. 394–395, JSTOR:42584276).

### Sekundärliteratur
- Arthur T. Hatto (Hrsg.): Eos. An enquiry into the theme of lovers’ meetings and partings at dawn in poetry. Mouton, Den Haag u. a. 1965.
- Wolfgang Mohr: Spiegelungen des Tagelieds. In: Ursula Hennig, Herbert Kolb (Hrsg.): Mediaevalia litteraria. Festschrift für Helmut de Boor zum 80. Geburtstag. Beck, München 1971, ISBN 3-406-03353-9, S. 287–304.
- Ulrich Knoop: Das mittelhochdeutsche Tagelied. Inhaltsanalyse und literaturhistorische Untersuchungen (= Marburger Beiträge zur Germanistik. 52). Elwert, Marburg 1976, ISBN 3-7708-0548-8 (Zugleich: Marburg, Universität, Dissertation, 1972, als: Distributionale Inhaltsanalyse und literaturhistorische Untersuchung des mittelhochdeutschen Tageliedes.).
- Alois Wolf: Variation und Integration. Beobachtungen zu hochmittelalterlichen Tageliedern (= Impulse der Forschung. 29). Wissenschaftliche Buchgesellschaft, Darmstadt 1979, ISBN 3-534-07783-0.
- Gerdt Rohrbach: Studien zur Erforschung des mittelhochdeutschen Tageliedes. Ein sozialgeschichtlicher Beitrag (= Göppinger Arbeiten zur Germanistik. 462). Kümmerle, Göppingen 1986, ISBN 3-87452-697-6 (Zugleich: Würzburg, Universität, Dissertation, 1987).
- Christoph Cormeau: Zur Stellung des Tagelieds im Minnesang. In: Johannes Janota, Frieder Schanze, Paul Sappler, Benedikt K. Vollmann, Hans-Joachim Ziegeler, Gisela Vollmann-Profe (Hrsg.): Festschrift Walter Haug und Burghart Wachinger. Band 2. Niemeyer, Tübingen 1992, ISBN 3-484-10653-0, S. 695–708.
- Hans-Joachim Behr: Die Inflation einer Gattung: das Tagelied nach Wolfram. In: Cyril Edwards, Ernst Hellgardt, Norbert H. Ott (Hrsg.): Lied im deutschen Mittelalter. Überlieferung, Typen, Gebrauch. Chiemsee-Colloquium 1991. Niemeyer, Tübingen 1996, ISBN 3-484-10729-4, S. 195–202.
- Uwe Ruberg: Gattungsgeschichtliche Probleme des „geistlichen Tagelieds“: Dominanz der Wächter- und Weckmotivik bis zu Hans Sachs. In: Wolfgang Düsing (Hrsg.): Traditionen der Lyrik. Festschrift für Hans-Henrik Krummacher. Niemeyer, Tübingen 1997, ISBN 3-484-10739-1, S. 15–29.
- Rudolf Kilian Weigand: Vom Kreuzzugsaufruf zum Minnelied. Überlieferungsformen und Datierungsfragen weltlicher Minnelyrik. In: Marcel Dobberstein (Hrsg.): Artes liberales. Karlheinz Schlager zum 60. Geburtstag (= Eichstätter Abhandlungen zur Musikwissenschaft. 13). Schneider, Tutzing 1998, ISBN 3-7952-0932-3, S. 69–92.
- Markus Gut: Zur poetologischen Dimension mittelhochdeutscher Tagelieder. In: Archiv für das Studium der neueren Sprachen und Literaturen. Band 251, Nr. 2, 2014, S. 255–282, doi:10.37307/j.1866-5381.2014.02.03.